# Dinastía merovingia

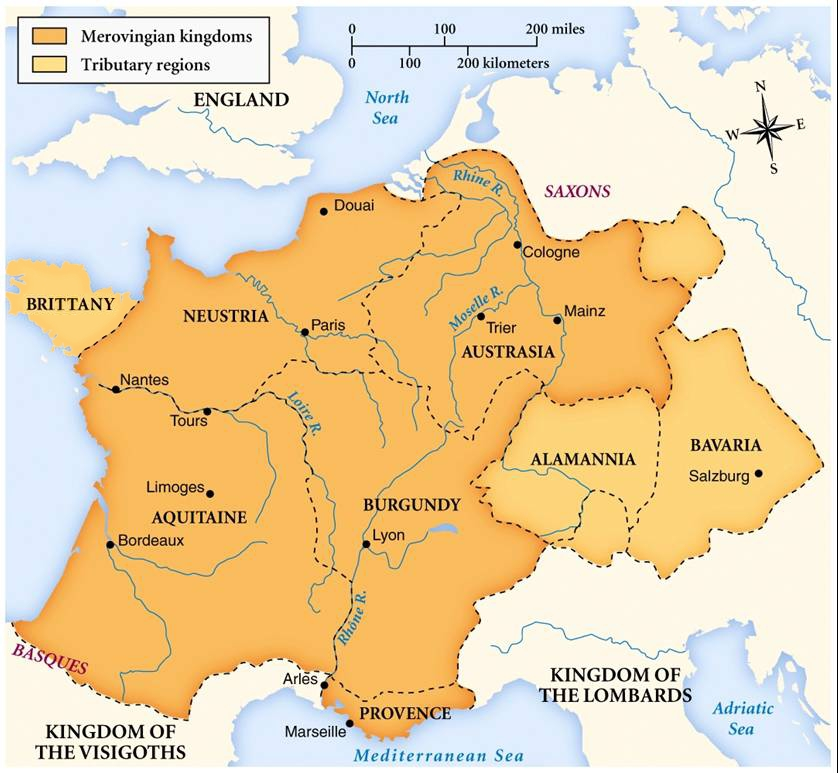
Reinos merovingios y sus regiones tributarias (c. 481-751).

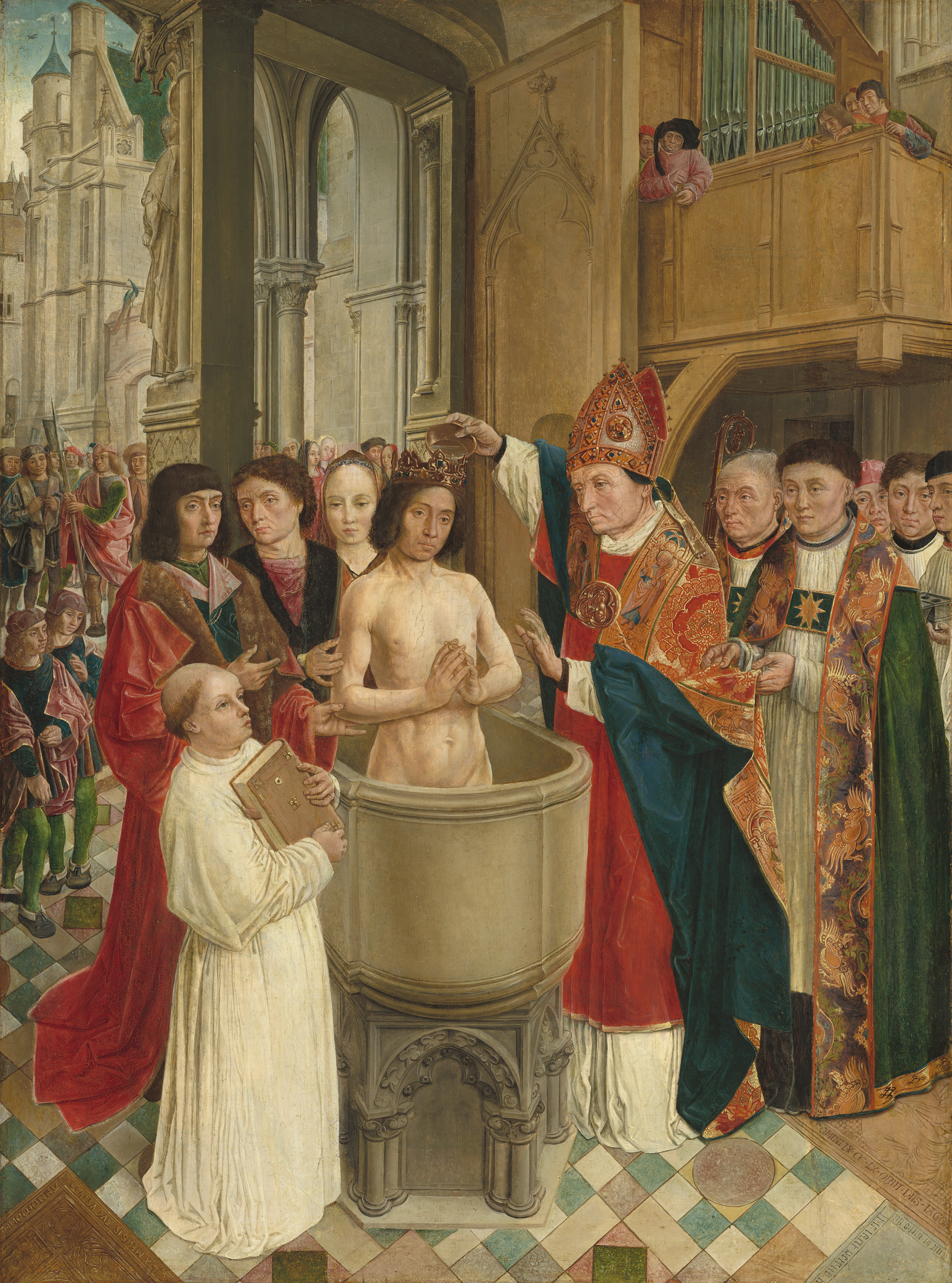
San Remigio bautizando a Clodoveo I, fundador de la dinastía merovingia.
Óleo sobre tabla del Maestro de San Gil.

La dinastía merovingia fue una familia de estirpe germánica que gobernó la actual Francia, Bélgica, una parte de Alemania y de Suiza, desde mediados del siglo V hasta el año 751, cuando el último rey merovingio, Childerico III, fue destituido por Pipino el Breve, de la dinastía carolingia. Aparecen por primera vez como «reyes de los francos» en el ejército romano del norte de la Galia. Para el año 509 ya habían unido a todos los francos y romanos del norte de la Galia bajo su dominio. Conquistaron la mayor parte de la Galia, derrotando a los visigodos (507) y a los burgundios (534), y también extendieron su dominio a Recia (537). En Germania, los alamanes, los bávaros y los sajones aceptaron su señorío. El reino merovingio fue el mayor y más poderoso de los estados de Europa occidental tras la disolución del reino ostrogodo de Teodorico el Grande.
El nombre dinástico, en latín medieval Merovingi o Merohingii («hijos de Meroveo»), deriva de una forma fráncica no atestiguada, cercana a la atestiguada en inglés antiguo Merewīowing, siendo la -ing final un típico sufijo patronímico germánico. El nombre deriva del rey Meroveo, un jefe militar franco. Este era el fundador de la dinastía y también le dio su nombre, y le rodean muchas leyendas. A diferencia de las fantasiosas genealogías reales anglosajonas, los merovingios sólo reivindicaron su ascendencia de Jesús, hijo de dios, por lo que basándose en el concepto de la trinidad y las afirmaciones bíblicas del mesías, se les consideraba reyes sagrados.
La larga cabellera de los merovingios los distinguía entre los francos, que solían llevar el pelo muy corto. Los contemporáneos se referían a veces a ellos como los «reyes de pelo largo» (reges criniti en latín). Un merovingio con el pelo cortado no podía gobernar, y un rival podía ser apartado de la sucesión al ser tonsurado y enviado a un monasterio. Los merovingios también utilizaban una estirpe de nombres distinta. Uno de sus nombres, Clovis (Clodoveo), evolucionó hasta convertirse en Luis y siguió siendo común entre la realeza francesa hasta el siglo XIX.
El primer representante histórico de la dinastía merovingia, Childerico I (muerto en 481), hijo de Meroveo, dominó la antigua provincia romana de Bélgica Segunda que comprendía los territorios de Ciuitas Remorum, Ciuitas Suessionum, Ciuitas Veromanduorum, Ciuitas Atrebatium, Ciuitas Silvanectum, Ciuitas Bellovacorum, Ciuitas Ambianensium, también conocida como Ambianorum, Ciuitas Morinorum, Ciuitas Camaracensium, antigua C. Nerviorum, Ciuitas Catalaunorum y Ciuitas Bononensium. Su hijo Clodoveo I (muerto en 511) se convirtió al cristianismo, unió a los francos y conquistó la mayor parte de la Galia. Los merovingios trataron su reino como único pero divisible. Los cuatro hijos de Clodoveo se repartieron el reino entre ellos y éste permaneció dividido —con la excepción de cuatro breves periodos (558-561, 613-623, 629-634, 673-675)— hasta el año 679. Después, sólo se dividió una vez más (717-718). Las principales divisiones del reino fueron Austrasia, Neustria, Borgoña y Aquitania.
Durante el último siglo de gobierno merovingio, los reyes se vieron cada vez más relegados a un papel ceremonial. El poder real estaba cada vez más en manos del mayordomo de palacio, el funcionario de mayor rango bajo el rey. En 656, el mayordomo Grimoaldo I intentó colocar a su hijo Childeberto en el trono de Austrasia. Grimoaldo fue detenido y ejecutado, pero su hijo gobernó hasta el año 662, cuando se restauró la dinastía merovingia. Cuando el rey Teodorico IV murió en el 737, el mayordomo Carlos Martel siguió gobernando los reinos sin rey hasta su muerte en el 741. La dinastía fue restaurada de nuevo en el 743, pero en el 751 el hijo de Carlos, Pipino el Breve, depuso al último rey, Childerico III, y se hizo coronar, inaugurando la dinastía carolingia.

## Introducción

Los reinos francos en 511

El reino de los francos, en latín también conocido (aunque menos usualmente) como Francia (palabra latina que no se refería a la actual Francia), o simplemente reino franco, son las denominaciones historiográficas que identifican el reino de los francos establecido a finales del siglo V aprovechando la decadencia de la autoridad imperial romana en las Galias, durante la época de las denominadas "invasiones bárbaras". La dinastía merovingia, la gobernante de los francos desde mediados del siglo V hasta 751, establecerá el reino más grande y poderoso de Europa occidental tras la caída del imperio de Flavio Teodorico, un estado que en su mayor apogeo ejercerá el control de un extenso territorio: las actuales Bélgica, Luxemburgo y Suiza; la casi totalidad de los Países Bajos, de Francia y de Austria; y la parte occidental de Alemania. Fue la primera dinastía duradera en el territorio de la Francia actual.
De entre las varias tribus del pueblo germánico de los francos, fueron los salios —que se habían asentado dentro del limes (frontera) como pueblo federado ocupando la Galia Bélgica— los que lograron eliminar toda competencia y asegurarse el dominio para sus líderes: primero, aparecen como «reyes de los francos» en el ejército romano del norte de la Galia; luego, hacia 509, y encabezados por Clodoveo I, ya habían unificado a todos los francos y galorromanos del norte bajo su dominio; y, finalmente, desde su establecimiento inicial en el noroeste de la actual Francia, Bélgica y los Países Bajos, se extendieron conquistando las antiguas diócesis romanas —Diocesis Viennensis y Diocesis Galliarum—, previamente ocupadas por otros reinos germánicos: derrotaron a los visigodos en 507 y a los burgundios en 534 y también extendieron su dominio a Raetia en 537. En Germania, los pueblos no romanizados de alamanes, bávaros, turingios y sajones aceptaron su señorío.
El nombre dinástico, en latín medieval Merovingi o Merohingii ('hijos de Meroveo'), deriva de una forma fráncica no atestiguada, similar a la acreditada Merewīowing, del inglés antiguo, siendo la «–ing» final un típico sufijo patronímico germánico. El nombre deriva del rey Meroveo, a quien rodean muchas leyendas. A diferencia de las genealogías reales anglosajonas, los merovingios nunca afirmaron descender del dios Odín-Mercurio, sino que se consideraban descendientes de la diosa Nerthus-Artemisa, diosa de la fertilidad, y Jesucristo. El pelo largo de los merovingios los distinguía entre los pueblos francos, que por lo general se cortaban el pelo. Los contemporáneos a veces se referían a ellos como los «reyes de pelo largo o cabelludos» (en latín reges criniti). Un merovingio a quien se le cortara el pelo no podía gobernar, y un rival podía ser eliminado de la sucesión siendo tonsurado y enviado a un monasterio.
El primer rey merovingio conocido fue Childerico I (fallecido en 481). Su hijo Clodoveo I (r. 481-511), aliado con los francos ripuarios, instalados en los ríos Rin y Mosela, fue quien con sus campañas militares, agrandó verdaderamente el reino entre 486 y 507 y unió a todos los francos, conquistando la mayor parte de la Galia. Esa expansión fue posible por su conversión al cristianismo ortodoxo (por oposición a la herejía arriana) y su bautismo en Reims hacia el 496 lo que le granjeó el apoyo de la aristocracia galorromana y de la Iglesia occidental. Instaló la capital en París en 507. A su muerte el reino fue dividido entre sus cuatro hijos varones, según la costumbre germánica: Clotario I, fue rey de Soissons (511-561) (y luego de Reims (555-561) y de los francos (558-561)); Childeberto I, fue rey de París (511-558); Clodomiro, rey de Orleans (511-524); y Teodorico I, rey de Reims (511-534). El reino permaneció dividido, con la excepción de cuatro períodos cortos (558-561, 613-623, 629-634, 673-675), hasta 679. Después de eso, solo se dividió una vez más (717-718). Las principales divisiones del reino daran origen a Austrasia, Neustria, Burgundia y Aquitania.
Durante el último siglo del dominio merovingio, los reyes, no teniendo más tierras que distribuir entre sus guerreros, fueron abandonados por estos siendo relegados cada vez más a un papel ceremonial. El poder lo ejercerá la aristocracia franca y sobre todo los mayordomos del palacio  (major domus), una especie de primeros ministros, funcionarios del más alto rango bajo el rey. En 656, el mayordomo Grimoaldo I trató de colocar a su hijo Childeberto en el trono en Austrasia. Grimoaldo fue arrestado y ejecutado, pero cuando se restauró la dinastía merovingia su hijo gobernó hasta 662. La familia de los Pipínidas, originaria de Austrasia, se apoderó de las mayordomías de palacio de Austrasia y posteriormente de las de Neustria y colocó nuevamente a Provenza, Borgoña y Aquitania, regiones entonces casi independientes, dentro de la órbita merovingia y emprendió la conquista de Frisia, al norte del reino. Uno de los mayordomos de palacio más famosos, Carlos Martel, rechazó en 732 a un ejército musulmán no lejos de Poitiers, considerada la batalla decisiva que impidió la conquista de toda Europa. Para recompensar a sus fieles, Martel confiscó inmensos territorios a la Iglesia y los redistribuyó. Esto le permitió asegurar la fidelidad de sus hombres sin deshacerse de sus propios bienes.
Al fallecer el rey Teoderico IV en 737, Martel estaba tan seguro de su poder que continuó gobernando los reinos sin necesidad de proclamar un nuevo rey nominal hasta su muerte en 741. La dinastía fue restaurada nuevamente en 743, pero en 751 el hijo de Carlos, Pipino el Breve, depuso al último rey merovingio, Childerico III, al que encerró en un convento, y se hizo elegir rey entre los guerreros francos. Pipino tomó la precaución de ser coronado en 754 por el papa Esteban II, en la abadía real de Saint-Denis, evento que le proporcionó una nueva legitimidad, la de ser elegido por Dios, inaugurando la dinastía carolingia. Será especialmente a partir de la coronación imperial de Carlomagno en el año 800, cuando la denominación historiográfica habitual del reino franco pasará a ser de Imperio carolingio.
- El bautismo de Clodoveo I por san Remigio con el milagro de la Santa Ampolla. Placa de encuadernación de marfil, Reims, último cuarto del siglo IX. Amiens, museo de Picardía.
- Victorias de Carlos Martel contra los sarracenos en Tours-Poitiers (732), Grandes Crónicas de Francia
- Recreación de la coronación de Pipino el Breve el domingo 28 de julio de 754 por el papa Esteban II, en la abadía real de Saint-Denis. Este hecho supuso el inicio del gobierno de la dinastía carolingia.

## Reyes merovingios
Se sombrean los reyes merovingios que fueron reyes de los francos. Hubo momentos en que ese puesto estuvo vacante.
|                                                              |                                                              |                                                              |                                                              |                                                              |                                                              |  |  |                                                                         |                                                                         |                                                                         |                                                                         |                                                                         |                                                                         |  |  | Clodoveo I (primer rey de los francos, 481-511)                           |                                                                           |                                                                           |                                                                           |                                                                           |                                                                           |  |  | | | | | | |                                                                      |                                                                      |                                                                      |                                                                      |                                           |                                           |                                                            |                                                            |                                                            |                                                            |                                                            |                                                            |                                                     |                                                     |                                                     |                                                     |  |  |  |  |  |  |  |  |  |  |  |  |  |  |  |  |  |  |  |  |
|                                                              |                                                              |                                                              |                                                              |                                                              |                                                              |  |  |                                                                         |                                                                         |                                                                         |                                                                         |                                                                         |                                                                         |  |  |                                                                           |                                                                           |                                                                           |                                                                           |                                                                           |                                                                           |  |  | | | | | | |                                                                      |                                                                      |                                                                      |                                                                      |                                           |                                           |                                                            |                                                            |                                                            |                                                            |                                                            |                                                            |                                                     |                                                     |                                                     |                                                     |  |  |  |  |  |  |  |  |  |  |  |  |  |  |  |  |  |  |  |  |
|                                                              |                                                              |                                                              |                                                              |                                                              |                                                              |  |  |                                                                         |                                                                         |                                                                         |                                                                         |                                                                         |                                                                         |  |  |                                                                           |                                                                           |                                                                           |                                                                           |                                                                           |                                                                           |  |  | | | | | | |                                                                      |                                                                      |                                                                      |                                                                      |                                           |                                           |                                                            |                                                            |                                                            |                                                            |                                                            |                                                            |                                                     |                                                     |                                                     |                                                     |  |  |  |  |  |  |  |  |  |  |  |  |  |  |  |  |  |  |  |  |
| Teoderico I (rey de Metz, 511-534) (rey de Orléans, 524-534) | Teoderico I (rey de Metz, 511-534) (rey de Orléans, 524-534) | Teoderico I (rey de Metz, 511-534) (rey de Orléans, 524-534) | Teoderico I (rey de Metz, 511-534) (rey de Orléans, 524-534) | Teoderico I (rey de Metz, 511-534) (rey de Orléans, 524-534) | Teoderico I (rey de Metz, 511-534) (rey de Orléans, 524-534) |  |  | Clodomiro (rey de Orléans, 511-524)                                     | Clodomiro (rey de Orléans, 511-524)                                     | Clodomiro (rey de Orléans, 511-524)                                     | Clodomiro (rey de Orléans, 511-524)                                     | Clodomiro (rey de Orléans, 511-524)                                     | Clodomiro (rey de Orléans, 511-524)                                     |  |  | Childeberto I (rey de París, 511-558) (rey de Orléans, 524-558)           | Childeberto I (rey de París, 511-558) (rey de Orléans, 524-558)           | Childeberto I (rey de París, 511-558) (rey de Orléans, 524-558)           | Childeberto I (rey de París, 511-558) (rey de Orléans, 524-558)           | Childeberto I (rey de París, 511-558) (rey de Orléans, 524-558)           | Childeberto I (rey de París, 511-558) (rey de Orléans, 524-558)           |  |  | Clotario I (rey de Soissons, 511-558) (rey de Orléans, 524-558) (rey de Metz, 555-558) (rey de los francos, 558-561) | Clotario I (rey de Soissons, 511-558) (rey de Orléans, 524-558) (rey de Metz, 555-558) (rey de los francos, 558-561) | Clotario I (rey de Soissons, 511-558) (rey de Orléans, 524-558) (rey de Metz, 555-558) (rey de los francos, 558-561) | Clotario I (rey de Soissons, 511-558) (rey de Orléans, 524-558) (rey de Metz, 555-558) (rey de los francos, 558-561) | Clotario I (rey de Soissons, 511-558) (rey de Orléans, 524-558) (rey de Metz, 555-558) (rey de los francos, 558-561) | Clotario I (rey de Soissons, 511-558) (rey de Orléans, 524-558) (rey de Metz, 555-558) (rey de los francos, 558-561) |                                                                      |                                                                      |                                                                      |                                                                      |                                           |                                           |                                                            |                                                            |                                                            |                                                            |                                                            |                                                            |                                                     |                                                     |                                                     |                                                     |  |  |  |  |  |  |  |  |  |  |  |  |  |  |  |  |  |  |  |  |
| Teoderico I (rey de Metz, 511-534) (rey de Orléans, 524-534) | Teoderico I (rey de Metz, 511-534) (rey de Orléans, 524-534) | Teoderico I (rey de Metz, 511-534) (rey de Orléans, 524-534) | Teoderico I (rey de Metz, 511-534) (rey de Orléans, 524-534) | Teoderico I (rey de Metz, 511-534) (rey de Orléans, 524-534) | Teoderico I (rey de Metz, 511-534) (rey de Orléans, 524-534) |  |  | Clodomiro (rey de Orléans, 511-524)                                     | Clodomiro (rey de Orléans, 511-524)                                     | Clodomiro (rey de Orléans, 511-524)                                     | Clodomiro (rey de Orléans, 511-524)                                     | Clodomiro (rey de Orléans, 511-524)                                     | Clodomiro (rey de Orléans, 511-524)                                     |  |  | Childeberto I (rey de París, 511-558) (rey de Orléans, 524-558)           | Childeberto I (rey de París, 511-558) (rey de Orléans, 524-558)           | Childeberto I (rey de París, 511-558) (rey de Orléans, 524-558)           | Childeberto I (rey de París, 511-558) (rey de Orléans, 524-558)           | Childeberto I (rey de París, 511-558) (rey de Orléans, 524-558)           | Childeberto I (rey de París, 511-558) (rey de Orléans, 524-558)           |  |  | Clotario I (rey de Soissons, 511-558) (rey de Orléans, 524-558) (rey de Metz, 555-558) (rey de los francos, 558-561) | Clotario I (rey de Soissons, 511-558) (rey de Orléans, 524-558) (rey de Metz, 555-558) (rey de los francos, 558-561) | Clotario I (rey de Soissons, 511-558) (rey de Orléans, 524-558) (rey de Metz, 555-558) (rey de los francos, 558-561) | Clotario I (rey de Soissons, 511-558) (rey de Orléans, 524-558) (rey de Metz, 555-558) (rey de los francos, 558-561) | Clotario I (rey de Soissons, 511-558) (rey de Orléans, 524-558) (rey de Metz, 555-558) (rey de los francos, 558-561) | Clotario I (rey de Soissons, 511-558) (rey de Orléans, 524-558) (rey de Metz, 555-558) (rey de los francos, 558-561) |                                                                      |                                                                      |                                                                      |                                                                      |                                           |                                           |                                                            |                                                            |                                                            |                                                            |                                                            |                                                            |                                                     |                                                     |                                                     |                                                     |  |  |  |  |  |  |  |  |  |  |  |  |  |  |  |  |  |  |  |  |
|                                                              |                                                              |                                                              |                                                              |                                                              |                                                              |  |  |                                                                         |                                                                         |                                                                         |                                                                         |                                                                         |                                                                         |  |  |                                                                           |                                                                           |                                                                           |                                                                           |                                                                           |                                                                           |  |  | | | | | | |                                                                      |                                                                      |                                                                      |                                                                      |                                           |                                           |                                                            |                                                            |                                                            |                                                            |                                                            |                                                            |                                                     |                                                     |                                                     |                                                     |  |  |  |  |  |  |  |  |  |  |  |  |  |  |  |  |  |  |  |  |
| Teodeberto I (rey de Metz la, 534-548)                       | Teodeberto I (rey de Metz la, 534-548)                       | Teodeberto I (rey de Metz la, 534-548)                       | Teodeberto I (rey de Metz la, 534-548)                       | Teodeberto I (rey de Metz la, 534-548)                       | Teodeberto I (rey de Metz la, 534-548)                       |  |  | Cariberto I (rey de París, 561-567)                                     | Cariberto I (rey de París, 561-567)                                     | Cariberto I (rey de París, 561-567)                                     | Cariberto I (rey de París, 561-567)                                     | Cariberto I (rey de París, 561-567)                                     | Cariberto I (rey de París, 561-567)                                     |  |  | Sigeberto I (rey de Reims, 561-575)                                       | Sigeberto I (rey de Reims, 561-575)                                       | Sigeberto I (rey de Reims, 561-575)                                       | Sigeberto I (rey de Reims, 561-575)                                       | Sigeberto I (rey de Reims, 561-575)                                       | Sigeberto I (rey de Reims, 561-575)                                       |  |  | | | | | Chilperico I (rey de Soissons, 561-584) (rey de París, 567-584)                                                      | Chilperico I (rey de Soissons, 561-584) (rey de París, 567-584)                                                      | Chilperico I (rey de Soissons, 561-584) (rey de París, 567-584)      | Chilperico I (rey de Soissons, 561-584) (rey de París, 567-584)      | Chilperico I (rey de Soissons, 561-584) (rey de París, 567-584)      | Chilperico I (rey de Soissons, 561-584) (rey de París, 567-584)      |                                           |                                           | Gontrán I (rey de Orléans, 561-592) (rey de París, 584-592 | Gontrán I (rey de Orléans, 561-592) (rey de París, 584-592 | Gontrán I (rey de Orléans, 561-592) (rey de París, 584-592 | Gontrán I (rey de Orléans, 561-592) (rey de París, 584-592 | Gontrán I (rey de Orléans, 561-592) (rey de París, 584-592 | Gontrán I (rey de Orléans, 561-592) (rey de París, 584-592 |                                                     |                                                     |                                                     |                                                     |  |  |  |  |  |  |  |  |  |  |  |  |  |  |  |  |  |  |  |  |
| Teodeberto I (rey de Metz la, 534-548)                       | Teodeberto I (rey de Metz la, 534-548)                       | Teodeberto I (rey de Metz la, 534-548)                       | Teodeberto I (rey de Metz la, 534-548)                       | Teodeberto I (rey de Metz la, 534-548)                       | Teodeberto I (rey de Metz la, 534-548)                       |  |  | Cariberto I (rey de París, 561-567)                                     | Cariberto I (rey de París, 561-567)                                     | Cariberto I (rey de París, 561-567)                                     | Cariberto I (rey de París, 561-567)                                     | Cariberto I (rey de París, 561-567)                                     | Cariberto I (rey de París, 561-567)                                     |  |  | Sigeberto I (rey de Reims, 561-575)                                       | Sigeberto I (rey de Reims, 561-575)                                       | Sigeberto I (rey de Reims, 561-575)                                       | Sigeberto I (rey de Reims, 561-575)                                       | Sigeberto I (rey de Reims, 561-575)                                       | Sigeberto I (rey de Reims, 561-575)                                       |  |  | | | | | Chilperico I (rey de Soissons, 561-584) (rey de París, 567-584)                                                      | Chilperico I (rey de Soissons, 561-584) (rey de París, 567-584)                                                      | Chilperico I (rey de Soissons, 561-584) (rey de París, 567-584)      | Chilperico I (rey de Soissons, 561-584) (rey de París, 567-584)      | Chilperico I (rey de Soissons, 561-584) (rey de París, 567-584)      | Chilperico I (rey de Soissons, 561-584) (rey de París, 567-584)      |                                           |                                           | Gontrán I (rey de Orléans, 561-592) (rey de París, 584-592 | Gontrán I (rey de Orléans, 561-592) (rey de París, 584-592 | Gontrán I (rey de Orléans, 561-592) (rey de París, 584-592 | Gontrán I (rey de Orléans, 561-592) (rey de París, 584-592 | Gontrán I (rey de Orléans, 561-592) (rey de París, 584-592 | Gontrán I (rey de Orléans, 561-592) (rey de París, 584-592 |                                                     |                                                     |                                                     |                                                     |  |  |  |  |  |  |  |  |  |  |  |  |  |  |  |  |  |  |  |  |
| Teodebaldo (rey de Metz, 548-555)                            | Teodebaldo (rey de Metz, 548-555)                            | Teodebaldo (rey de Metz, 548-555)                            | Teodebaldo (rey de Metz, 548-555)                            | Teodebaldo (rey de Metz, 548-555)                            | Teodebaldo (rey de Metz, 548-555)                            |  |  |                                                                         |                                                                         |                                                                         |                                                                         |                                                                         |                                                                         |  |  | Childeberto II (rey de Austrasia, 575-596) (rey de París, 592-596)        | Childeberto II (rey de Austrasia, 575-596) (rey de París, 592-596)        | Childeberto II (rey de Austrasia, 575-596) (rey de París, 592-596)        | Childeberto II (rey de Austrasia, 575-596) (rey de París, 592-596)        | Childeberto II (rey de Austrasia, 575-596) (rey de París, 592-596)        | Childeberto II (rey de Austrasia, 575-596) (rey de París, 592-596)        |  |  | | | | | Clotario II (rey de Neustria, 584-613) (rey de los francos, 613-629)                                                 | Clotario II (rey de Neustria, 584-613) (rey de los francos, 613-629)                                                 | Clotario II (rey de Neustria, 584-613) (rey de los francos, 613-629) | Clotario II (rey de Neustria, 584-613) (rey de los francos, 613-629) | Clotario II (rey de Neustria, 584-613) (rey de los francos, 613-629) | Clotario II (rey de Neustria, 584-613) (rey de los francos, 613-629) |                                           |                                           |                                                            |                                                            |                                                            |                                                            |                                                            |                                                            |                                                     |                                                     |                                                     |                                                     |  |  |  |  |  |  |  |  |  |  |  |  |  |  |  |  |  |  |  |  |
| Teodebaldo (rey de Metz, 548-555)                            | Teodebaldo (rey de Metz, 548-555)                            | Teodebaldo (rey de Metz, 548-555)                            | Teodebaldo (rey de Metz, 548-555)                            | Teodebaldo (rey de Metz, 548-555)                            | Teodebaldo (rey de Metz, 548-555)                            |  |  |                                                                         |                                                                         |                                                                         |                                                                         |                                                                         |                                                                         |  |  | Childeberto II (rey de Austrasia, 575-596) (rey de París, 592-596)        | Childeberto II (rey de Austrasia, 575-596) (rey de París, 592-596)        | Childeberto II (rey de Austrasia, 575-596) (rey de París, 592-596)        | Childeberto II (rey de Austrasia, 575-596) (rey de París, 592-596)        | Childeberto II (rey de Austrasia, 575-596) (rey de París, 592-596)        | Childeberto II (rey de Austrasia, 575-596) (rey de París, 592-596)        |  |  | | | | | Clotario II (rey de Neustria, 584-613) (rey de los francos, 613-629)                                                 | Clotario II (rey de Neustria, 584-613) (rey de los francos, 613-629)                                                 | Clotario II (rey de Neustria, 584-613) (rey de los francos, 613-629) | Clotario II (rey de Neustria, 584-613) (rey de los francos, 613-629) | Clotario II (rey de Neustria, 584-613) (rey de los francos, 613-629) | Clotario II (rey de Neustria, 584-613) (rey de los francos, 613-629) |                                           |                                           |                                                            |                                                            |                                                            |                                                            |                                                            |                                                            |                                                     |                                                     |                                                     |                                                     |  |  |  |  |  |  |  |  |  |  |  |  |  |  |  |  |  |  |  |  |
|                                                              |                                                              |                                                              |                                                              |                                                              |                                                              |  |  |                                                                         |                                                                         |                                                                         |                                                                         |                                                                         |                                                                         |  |  |                                                                           |                                                                           |                                                                           |                                                                           |                                                                           |                                                                           |  |  | | | | | | |                                                                      |                                                                      |                                                                      |                                                                      |                                           |                                           |                                                            |                                                            |                                                            |                                                            |                                                            |                                                            |                                                     |                                                     |                                                     |                                                     |  |  |  |  |  |  |  |  |  |  |  |  |  |  |  |  |  |  |  |  |
|                                                              |                                                              |                                                              |                                                              |                                                              |                                                              |  |  | Teodeberto II (rey de Austrasia, 596-612)                               | Teodeberto II (rey de Austrasia, 596-612)                               | Teodeberto II (rey de Austrasia, 596-612)                               | Teodeberto II (rey de Austrasia, 596-612)                               | Teodeberto II (rey de Austrasia, 596-612)                               | Teodeberto II (rey de Austrasia, 596-612)                               |  |  | Teoderico II (rey de los burgundios, 596-613) (rey de Austrasia, 612-613) | Teoderico II (rey de los burgundios, 596-613) (rey de Austrasia, 612-613) | Teoderico II (rey de los burgundios, 596-613) (rey de Austrasia, 612-613) | Teoderico II (rey de los burgundios, 596-613) (rey de Austrasia, 612-613) | Teoderico II (rey de los burgundios, 596-613) (rey de Austrasia, 612-613) | Teoderico II (rey de los burgundios, 596-613) (rey de Austrasia, 612-613) |  |  | Dagoberto I (rey de los francos, 629-639)                                                                            | Dagoberto I (rey de los francos, 629-639)                                                                            | Dagoberto I (rey de los francos, 629-639)                                                                            | Dagoberto I (rey de los francos, 629-639)                                                                            | Dagoberto I (rey de los francos, 629-639)                                                                            | Dagoberto I (rey de los francos, 629-639)                                                                            |                                                                      |                                                                      | Cariberto II (rey de Aquitania, 629-632)                             | Cariberto II (rey de Aquitania, 629-632)                             | Cariberto II (rey de Aquitania, 629-632)  | Cariberto II (rey de Aquitania, 629-632)  | Cariberto II (rey de Aquitania, 629-632)                   | Cariberto II (rey de Aquitania, 629-632)                   |                                                            |                                                            |                                                            |                                                            |                                                     |                                                     |                                                     |                                                     |  |  |  |  |  |  |  |  |  |  |  |  |  |  |  |  |  |  |  |  |
|                                                              |                                                              |                                                              |                                                              |                                                              |                                                              |  |  | Teodeberto II (rey de Austrasia, 596-612)                               | Teodeberto II (rey de Austrasia, 596-612)                               | Teodeberto II (rey de Austrasia, 596-612)                               | Teodeberto II (rey de Austrasia, 596-612)                               | Teodeberto II (rey de Austrasia, 596-612)                               | Teodeberto II (rey de Austrasia, 596-612)                               |  |  | Teoderico II (rey de los burgundios, 596-613) (rey de Austrasia, 612-613) | Teoderico II (rey de los burgundios, 596-613) (rey de Austrasia, 612-613) | Teoderico II (rey de los burgundios, 596-613) (rey de Austrasia, 612-613) | Teoderico II (rey de los burgundios, 596-613) (rey de Austrasia, 612-613) | Teoderico II (rey de los burgundios, 596-613) (rey de Austrasia, 612-613) | Teoderico II (rey de los burgundios, 596-613) (rey de Austrasia, 612-613) |  |  | Dagoberto I (rey de los francos, 629-639)                                                                            | Dagoberto I (rey de los francos, 629-639)                                                                            | Dagoberto I (rey de los francos, 629-639)                                                                            | Dagoberto I (rey de los francos, 629-639)                                                                            | Dagoberto I (rey de los francos, 629-639)                                                                            | Dagoberto I (rey de los francos, 629-639)                                                                            |                                                                      |                                                                      | Cariberto II (rey de Aquitania, 629-632)                             | Cariberto II (rey de Aquitania, 629-632)                             | Cariberto II (rey de Aquitania, 629-632)  | Cariberto II (rey de Aquitania, 629-632)  | Cariberto II (rey de Aquitania, 629-632)                   | Cariberto II (rey de Aquitania, 629-632)                   |                                                            |                                                            |                                                            |                                                            |                                                     |                                                     |                                                     |                                                     |  |  |  |  |  |  |  |  |  |  |  |  |  |  |  |  |  |  |  |  |
|                                                              |                                                              |                                                              |                                                              |                                                              |                                                              |  |  |                                                                         |                                                                         |                                                                         |                                                                         |                                                                         |                                                                         |  |  |                                                                           |                                                                           |                                                                           |                                                                           |                                                                           |                                                                           |  |  | | | | | | |                                                                      |                                                                      |                                                                      |                                                                      |                                           |                                           |                                                            |                                                            |                                                            |                                                            |                                                            |                                                            |                                                     |                                                     |                                                     |                                                     |  |  |  |  |  |  |  |  |  |  |  |  |  |  |  |  |  |  |  |  |
|                                                              |                                                              |                                                              |                                                              |                                                              |                                                              |  |  |                                                                         |                                                                         |                                                                         |                                                                         |                                                                         |                                                                         |  |  | Sigeberto II (rey de Austrasia y de los burgundios, 613)                  | Sigeberto II (rey de Austrasia y de los burgundios, 613)                  | Sigeberto II (rey de Austrasia y de los burgundios, 613)                  | Sigeberto II (rey de Austrasia y de los burgundios, 613)                  | Sigeberto II (rey de Austrasia y de los burgundios, 613)                  | Sigeberto II (rey de Austrasia y de los burgundios, 613)                  |  |  | Clodoveo II (rey de Neustria, 639-657)                                                                               | Clodoveo II (rey de Neustria, 639-657)                                                                               | Clodoveo II (rey de Neustria, 639-657)                                                                               | Clodoveo II (rey de Neustria, 639-657)                                                                               | Clodoveo II (rey de Neustria, 639-657)                                                                               | Clodoveo II (rey de Neustria, 639-657)                                                                               |                                                                      |                                                                      | Sigeberto III (rey de Austrasia, 639-656)                            | Sigeberto III (rey de Austrasia, 639-656)                            | Sigeberto III (rey de Austrasia, 639-656) | Sigeberto III (rey de Austrasia, 639-656) | Sigeberto III (rey de Austrasia, 639-656)                  | Sigeberto III (rey de Austrasia, 639-656)                  |                                                            |                                                            |                                                            |                                                            |                                                     |                                                     |                                                     |                                                     |  |  |  |  |  |  |  |  |  |  |  |  |  |  |  |  |  |  |  |  |
|                                                              |                                                              |                                                              |                                                              |                                                              |                                                              |  |  |                                                                         |                                                                         |                                                                         |                                                                         |                                                                         |                                                                         |  |  | Sigeberto II (rey de Austrasia y de los burgundios, 613)                  | Sigeberto II (rey de Austrasia y de los burgundios, 613)                  | Sigeberto II (rey de Austrasia y de los burgundios, 613)                  | Sigeberto II (rey de Austrasia y de los burgundios, 613)                  | Sigeberto II (rey de Austrasia y de los burgundios, 613)                  | Sigeberto II (rey de Austrasia y de los burgundios, 613)                  |  |  | Clodoveo II (rey de Neustria, 639-657)                                                                               | Clodoveo II (rey de Neustria, 639-657)                                                                               | Clodoveo II (rey de Neustria, 639-657)                                                                               | Clodoveo II (rey de Neustria, 639-657)                                                                               | Clodoveo II (rey de Neustria, 639-657)                                                                               | Clodoveo II (rey de Neustria, 639-657)                                                                               |                                                                      |                                                                      | Sigeberto III (rey de Austrasia, 639-656)                            | Sigeberto III (rey de Austrasia, 639-656)                            | Sigeberto III (rey de Austrasia, 639-656) | Sigeberto III (rey de Austrasia, 639-656) | Sigeberto III (rey de Austrasia, 639-656)                  | Sigeberto III (rey de Austrasia, 639-656)                  |                                                            |                                                            |                                                            |                                                            |                                                     |                                                     |                                                     |                                                     |  |  |  |  |  |  |  |  |  |  |  |  |  |  |  |  |  |  |  |  |
|                                                              |                                                              |                                                              |                                                              |                                                              |                                                              |  |  |                                                                         |                                                                         |                                                                         |                                                                         |                                                                         |                                                                         |  |  |                                                                           |                                                                           |                                                                           |                                                                           |                                                                           |                                                                           |  |  | | | | | | |                                                                      |                                                                      |                                                                      |                                                                      |                                           |                                           |                                                            |                                                            |                                                            |                                                            |                                                            |                                                            |                                                     |                                                     |                                                     |                                                     |  |  |  |  |  |  |  |  |  |  |  |  |  |  |  |  |  |  |  |  |
| Clotario III (rey de Neustria, 657-673)                      | Clotario III (rey de Neustria, 657-673)                      | Clotario III (rey de Neustria, 657-673)                      | Clotario III (rey de Neustria, 657-673)                      | Clotario III (rey de Neustria, 657-673)                      | Clotario III (rey de Neustria, 657-673)                      |  |  | Childerico II (rey de Austrasia, 662-673) (rey de los francos, 673-675) | Childerico II (rey de Austrasia, 662-673) (rey de los francos, 673-675) | Childerico II (rey de Austrasia, 662-673) (rey de los francos, 673-675) | Childerico II (rey de Austrasia, 662-673) (rey de los francos, 673-675) | Childerico II (rey de Austrasia, 662-673) (rey de los francos, 673-675) | Childerico II (rey de Austrasia, 662-673) (rey de los francos, 673-675) |  |  |                                                                           |                                                                           |                                                                           |                                                                           |                                                                           |                                                                           |  |  | Teoderico III (rey de Neustria, 673, 675-679) (rey de los francos, 679-691)                                          | Teoderico III (rey de Neustria, 673, 675-679) (rey de los francos, 679-691)                                          | Teoderico III (rey de Neustria, 673, 675-679) (rey de los francos, 679-691)                                          | Teoderico III (rey de Neustria, 673, 675-679) (rey de los francos, 679-691)                                          | Teoderico III (rey de Neustria, 673, 675-679) (rey de los francos, 679-691)                                          | Teoderico III (rey de Neustria, 673, 675-679) (rey de los francos, 679-691)                                          |                                                                      |                                                                      | Dagoberto II (rey de Austrasia, 676-679)                             | Dagoberto II (rey de Austrasia, 676-679)                             | Dagoberto II (rey de Austrasia, 676-679)  | Dagoberto II (rey de Austrasia, 676-679)  | Dagoberto II (rey de Austrasia, 676-679)                   | Dagoberto II (rey de Austrasia, 676-679)                   |                                                            |                                                            | Childeberto el Adoptado (rey de Austrasia, 656-662)        | Childeberto el Adoptado (rey de Austrasia, 656-662)        | Childeberto el Adoptado (rey de Austrasia, 656-662) | Childeberto el Adoptado (rey de Austrasia, 656-662) | Childeberto el Adoptado (rey de Austrasia, 656-662) | Childeberto el Adoptado (rey de Austrasia, 656-662) |  |  |  |  |  |  |  |  |  |  |  |  |  |  |  |  |  |  |  |  |
| Clotario III (rey de Neustria, 657-673)                      | Clotario III (rey de Neustria, 657-673)                      | Clotario III (rey de Neustria, 657-673)                      | Clotario III (rey de Neustria, 657-673)                      | Clotario III (rey de Neustria, 657-673)                      | Clotario III (rey de Neustria, 657-673)                      |  |  | Childerico II (rey de Austrasia, 662-673) (rey de los francos, 673-675) | Childerico II (rey de Austrasia, 662-673) (rey de los francos, 673-675) | Childerico II (rey de Austrasia, 662-673) (rey de los francos, 673-675) | Childerico II (rey de Austrasia, 662-673) (rey de los francos, 673-675) | Childerico II (rey de Austrasia, 662-673) (rey de los francos, 673-675) | Childerico II (rey de Austrasia, 662-673) (rey de los francos, 673-675) |  |  |                                                                           |                                                                           |                                                                           |                                                                           |                                                                           |                                                                           |  |  | Teoderico III (rey de Neustria, 673, 675-679) (rey de los francos, 679-691)                                          | Teoderico III (rey de Neustria, 673, 675-679) (rey de los francos, 679-691)                                          | Teoderico III (rey de Neustria, 673, 675-679) (rey de los francos, 679-691)                                          | Teoderico III (rey de Neustria, 673, 675-679) (rey de los francos, 679-691)                                          | Teoderico III (rey de Neustria, 673, 675-679) (rey de los francos, 679-691)                                          | Teoderico III (rey de Neustria, 673, 675-679) (rey de los francos, 679-691)                                          |                                                                      |                                                                      | Dagoberto II (rey de Austrasia, 676-679)                             | Dagoberto II (rey de Austrasia, 676-679)                             | Dagoberto II (rey de Austrasia, 676-679)  | Dagoberto II (rey de Austrasia, 676-679)  | Dagoberto II (rey de Austrasia, 676-679)                   | Dagoberto II (rey de Austrasia, 676-679)                   |                                                            |                                                            | Childeberto el Adoptado (rey de Austrasia, 656-662)        | Childeberto el Adoptado (rey de Austrasia, 656-662)        | Childeberto el Adoptado (rey de Austrasia, 656-662) | Childeberto el Adoptado (rey de Austrasia, 656-662) | Childeberto el Adoptado (rey de Austrasia, 656-662) | Childeberto el Adoptado (rey de Austrasia, 656-662) |  |  |  |  |  |  |  |  |  |  |  |  |  |  |  |  |  |  |  |  |
|                                                              |                                                              |                                                              |                                                              |                                                              |                                                              |  |  |                                                                         |                                                                         |                                                                         |                                                                         |                                                                         |                                                                         |  |  |                                                                           |                                                                           |                                                                           |                                                                           |                                                                           |                                                                           |  |  | | | | | | |                                                                      |                                                                      |                                                                      |                                                                      |                                           |                                           |                                                            |                                                            |                                                            |                                                            |                                                            |                                                            |                                                     |                                                     |                                                     |                                                     |  |  |  |  |  |  |  |  |  |  |  |  |  |  |  |  |  |  |  |  |
| Clodoveo III (rey de Austrasia, 675-676)                     | Clodoveo III (rey de Austrasia, 675-676)                     | Clodoveo III (rey de Austrasia, 675-676)                     | Clodoveo III (rey de Austrasia, 675-676)                     | Clodoveo III (rey de Austrasia, 675-676)                     | Clodoveo III (rey de Austrasia, 675-676)                     |  |  | Chilperico II (rey de Neustria, 715-719) (rey de los francos, 719-721)  | Chilperico II (rey de Neustria, 715-719) (rey de los francos, 719-721)  | Chilperico II (rey de Neustria, 715-719) (rey de los francos, 719-721)  | Chilperico II (rey de Neustria, 715-719) (rey de los francos, 719-721)  | Chilperico II (rey de Neustria, 715-719) (rey de los francos, 719-721)  | Chilperico II (rey de Neustria, 715-719) (rey de los francos, 719-721)  |  |  | Clodoveo IV (rey de los francos, 691-695)                                 | Clodoveo IV (rey de los francos, 691-695)                                 | Clodoveo IV (rey de los francos, 691-695)                                 | Clodoveo IV (rey de los francos, 691-695)                                 | Clodoveo IV (rey de los francos, 691-695)                                 | Clodoveo IV (rey de los francos, 691-695)                                 |  |  | Childeberto III (rey de los francos, 695-711)                                                                        | Childeberto III (rey de los francos, 695-711)                                                                        | Childeberto III (rey de los francos, 695-711)                                                                        | Childeberto III (rey de los francos, 695-711)                                                                        | Childeberto III (rey de los francos, 695-711)                                                                        | Childeberto III (rey de los francos, 695-711)                                                                        |                                                                      |                                                                      | Clotario IV (rey de Austrasia, 717-719)                              | Clotario IV (rey de Austrasia, 717-719)                              | Clotario IV (rey de Austrasia, 717-719)   | Clotario IV (rey de Austrasia, 717-719)   | Clotario IV (rey de Austrasia, 717-719)                    | Clotario IV (rey de Austrasia, 717-719)                    |                                                            |                                                            |                                                            |                                                            |                                                     |                                                     |                                                     |                                                     |  |  |  |  |  |  |  |  |  |  |  |  |  |  |  |  |  |  |  |  |
| Clodoveo III (rey de Austrasia, 675-676)                     | Clodoveo III (rey de Austrasia, 675-676)                     | Clodoveo III (rey de Austrasia, 675-676)                     | Clodoveo III (rey de Austrasia, 675-676)                     | Clodoveo III (rey de Austrasia, 675-676)                     | Clodoveo III (rey de Austrasia, 675-676)                     |  |  | Chilperico II (rey de Neustria, 715-719) (rey de los francos, 719-721)  | Chilperico II (rey de Neustria, 715-719) (rey de los francos, 719-721)  | Chilperico II (rey de Neustria, 715-719) (rey de los francos, 719-721)  | Chilperico II (rey de Neustria, 715-719) (rey de los francos, 719-721)  | Chilperico II (rey de Neustria, 715-719) (rey de los francos, 719-721)  | Chilperico II (rey de Neustria, 715-719) (rey de los francos, 719-721)  |  |  | Clodoveo IV (rey de los francos, 691-695)                                 | Clodoveo IV (rey de los francos, 691-695)                                 | Clodoveo IV (rey de los francos, 691-695)                                 | Clodoveo IV (rey de los francos, 691-695)                                 | Clodoveo IV (rey de los francos, 691-695)                                 | Clodoveo IV (rey de los francos, 691-695)                                 |  |  | Childeberto III (rey de los francos, 695-711)                                                                        | Childeberto III (rey de los francos, 695-711)                                                                        | Childeberto III (rey de los francos, 695-711)                                                                        | Childeberto III (rey de los francos, 695-711)                                                                        | Childeberto III (rey de los francos, 695-711)                                                                        | Childeberto III (rey de los francos, 695-711)                                                                        |                                                                      |                                                                      | Clotario IV (rey de Austrasia, 717-719)                              | Clotario IV (rey de Austrasia, 717-719)                              | Clotario IV (rey de Austrasia, 717-719)   | Clotario IV (rey de Austrasia, 717-719)   | Clotario IV (rey de Austrasia, 717-719)                    | Clotario IV (rey de Austrasia, 717-719)                    |                                                            |                                                            |                                                            |                                                            |                                                     |                                                     |                                                     |                                                     |  |  |  |  |  |  |  |  |  |  |  |  |  |  |  |  |  |  |  |  |
|                                                              |                                                              |                                                              |                                                              |                                                              |                                                              |  |  |                                                                         |                                                                         |                                                                         |                                                                         |                                                                         |                                                                         |  |  |                                                                           |                                                                           |                                                                           |                                                                           |                                                                           |                                                                           |  |  | Dagoberto III (rey de los francos, 711-715)                                                                          | | | | | |                                                                      |                                                                      |                                                                      |                                                                      |                                           |                                           |                                                            |                                                            |                                                            |                                                            |                                                            |                                                            |                                                     |                                                     |                                                     |                                                     |  |  |  |  |  |  |  |  |  |  |  |  |  |  |  |  |  |  |  |  |
|                                                              |                                                              |                                                              |                                                              |                                                              |                                                              |  |  |                                                                         |                                                                         |                                                                         |                                                                         |                                                                         |                                                                         |  |  |                                                                           |                                                                           |                                                                           |                                                                           |                                                                           |                                                                           |  |  | | | | | | |                                                                      |                                                                      |                                                                      |                                                                      |                                           |                                           |                                                            |                                                            |                                                            |                                                            |                                                            |                                                            |                                                     |                                                     |                                                     |                                                     |  |  |  |  |  |  |  |  |  |  |  |  |  |  |  |  |  |  |  |  |
|                                                              |                                                              |                                                              |                                                              |                                                              |                                                              |  |  | Childerico III (rey de los francos, 743-751)                            | Childerico III (rey de los francos, 743-751)                            | Childerico III (rey de los francos, 743-751)                            | Childerico III (rey de los francos, 743-751)                            | Childerico III (rey de los francos, 743-751)                            | Childerico III (rey de los francos, 743-751)                            |  |  |                                                                           |                                                                           |                                                                           |                                                                           |                                                                           |                                                                           |  |  | Teoderico IV (rey de los francos, 721-737)                                                                           | Teoderico IV (rey de los francos, 721-737)                                                                           | Teoderico IV (rey de los francos, 721-737)                                                                           | Teoderico IV (rey de los francos, 721-737)                                                                           | Teoderico IV (rey de los francos, 721-737)                                                                           | Teoderico IV (rey de los francos, 721-737)                                                                           |                                                                      |                                                                      |                                                                      |                                                                      |                                           |                                           |                                                            |                                                            |                                                            |                                                            |                                                            |                                                            |                                                     |                                                     |                                                     |                                                     |  |  |  |  |  |  |  |  |  |  |  |  |  |  |  |  |  |  |  |  |
|                                                              |                                                              |                                                              |                                                              |                                                              |                                                              |  |  | Childerico III (rey de los francos, 743-751)                            | Childerico III (rey de los francos, 743-751)                            | Childerico III (rey de los francos, 743-751)                            | Childerico III (rey de los francos, 743-751)                            | Childerico III (rey de los francos, 743-751)                            | Childerico III (rey de los francos, 743-751)                            |  |  |                                                                           |                                                                           |                                                                           |                                                                           |                                                                           |                                                                           |  |  | Teoderico IV (rey de los francos, 721-737)                                                                           | Teoderico IV (rey de los francos, 721-737)                                                                           | Teoderico IV (rey de los francos, 721-737)                                                                           | Teoderico IV (rey de los francos, 721-737)                                                                           | Teoderico IV (rey de los francos, 721-737)                                                                           | Teoderico IV (rey de los francos, 721-737)                                                                           |                                                                      |                                                                      |                                                                      |                                                                      |                                           |                                           |                                                            |                                                            |                                                            |                                                            |                                                            |                                                            |                                                     |                                                     |                                                     |                                                     |  |  |  |  |  |  |  |  |  |  |  |  |  |  |  |  |  |  |  |  |

## Gobierno
La basílica merovingia fue Saint-Pierre-aux-Nonnains en Metz, capital de Austrasia.
El rey merovingio redistribuía la riqueza conquistada entre sus seguidores, tanto la riqueza material como la tierra, incluido el campesinado contratado, aunque estos poderes no eran absolutos. Como señala Rouche, "cuando moría, su propiedad se dividió equitativamente entre sus herederos como si fuera propiedad privada: el reino era una forma de patrimonio". [10] Algunos eruditos han atribuido esto a la falta de sentido de res pública de los merovingios, pero otros historiadores han criticado este punto de vista como una simplificación excesiva.
Los reyes nombraron a los magnates para ser comites (condes), encargándoles de la defensa, la administración y el juicio de las disputas. Esto sucedió en el contexto de una Europa recién aislada sin sus sistemas romanos de impuestos y burocracia, ya que los francos se habían hecho cargo de la administración a medida que penetraban gradualmente en el oeste y sur de la Galia completamente romanizadas. Los condes tenían que proporcionar ejércitos, alistando a sus milites y dándoles tierras a cambio. Estos ejércitos estaban sujetos a la llamada del rey para prestar apoyo militar. Las asambleas nacionales anuales de los nobles y sus sirvientes armados decidían las principales políticas de guerra. El ejército también aclamaba a los nuevos reyes levantándolos sobre sus escudos, continuando una antigua práctica que convertía al rey en líder de la banda de guerreros. Además, se esperaba que el rey se sustentara a sí mismo con los productos de su dominio privado (dominio real), que se llamaba Fisc. Este sistema se convirtió con el tiempo en feudalismo, y las expectativas de autosuficiencia real duraron hasta la guerra de los Cien Años. El comercio disminuyó con el declive y la caída del Imperio Romano. Las propiedades agrícolas eran en su mayoría autosuficientes. El resto del comercio internacional estaba dominado por comerciantes de Oriente Medio, a menudo radhanitas judíos.

### Ley
La ley merovingia no era una ley universal igualmente aplicable a todos; se aplicaba a cada hombre según su origen: los francos ripuarianos estaban sujetos a su propia Lex Ripuaria, codificada en una fecha tardía, [11] mientras que la llamada Lex Salica (Ley sálica) de los clanes salianos, primero codificada tentativamente en 511 [12] fue invocado bajo las exigencias medievales ya en la era de Valois. En esto, los francos iban a la zaga de los borgoñones y los visigodos, que no tenían una ley universal de base romana. En la época merovingia, la ley permaneció en la memorización de los raquimburgo, quien memorizó todos los precedentes en los que se basaba, pues el derecho merovingio no admitía el concepto de crear un nuevo derecho, sólo el de mantener la tradición. Sus tradiciones germánicas tampoco ofrecían ningún código de derecho civil exigido a la sociedad urbanizada, como el que Justiniano I hizo que se reuniera y promulgara en el Imperio bizantino. Los pocos edictos merovingios supervivientes están casi enteramente relacionados con el establecimiento de divisiones de fincas entre herederos.

### Moneda
Moneda de Theudebert I, 534–548
La moneda bizantina estaba en uso en Francia antes de que Theudebert I comenzará a acuñar su propio dinero al comienzo de su reinado. Fue el primero en emitir monedas claramente merovingias. En monedas de oro acuñadas en su taller real, Theudebert se muestra con las insignias tachonadas de perlas del emperador bizantino; Childebert I aparece de perfil en el estilo antiguo, con una toga y una diadema . Los solidus y triens fueron acuñados en Francia entre 534 y 679. El denario (o denier ) apareció más tarde, a nombre de Childeric II y varios no miembros de la realeza alrededor de 673–675. Un denario carolingio reemplazó al merovingio y a la escritura frisona en la Galia desde el 755 hasta el siglo XI.
Las monedas merovingias se exhiben en la Monnaie de París institución monetaria nacional de Francia; hay monedas de oro merovingias en la Bibliothèque Nationale , Cabinet des Médailles .

## Religión

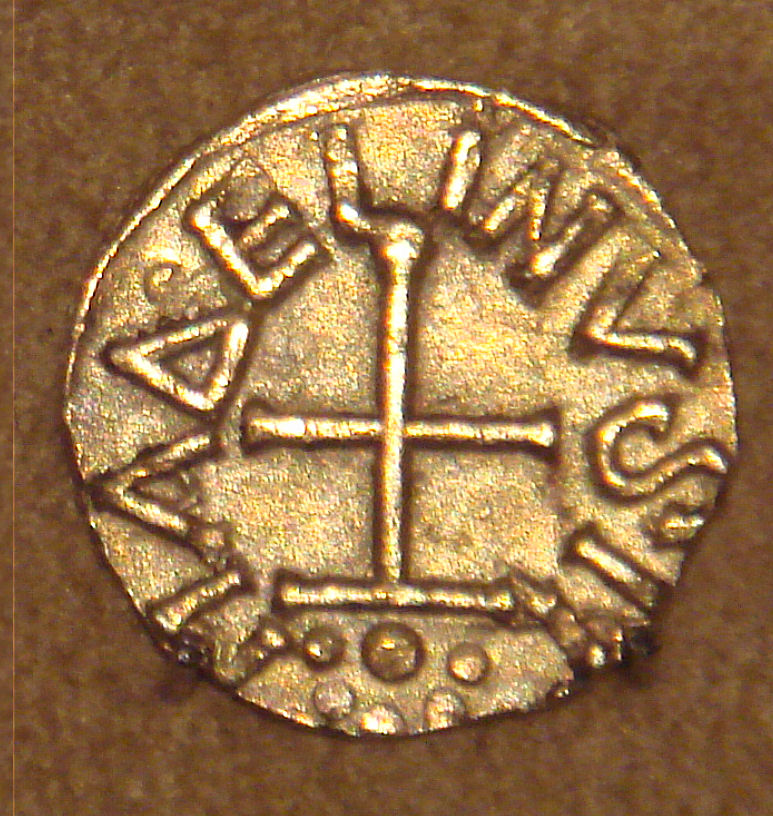
Tremis de oro franco con cruz cristiana, acuñado por Madelinus, Dorestad, Países Bajos, mediados del siglo VII

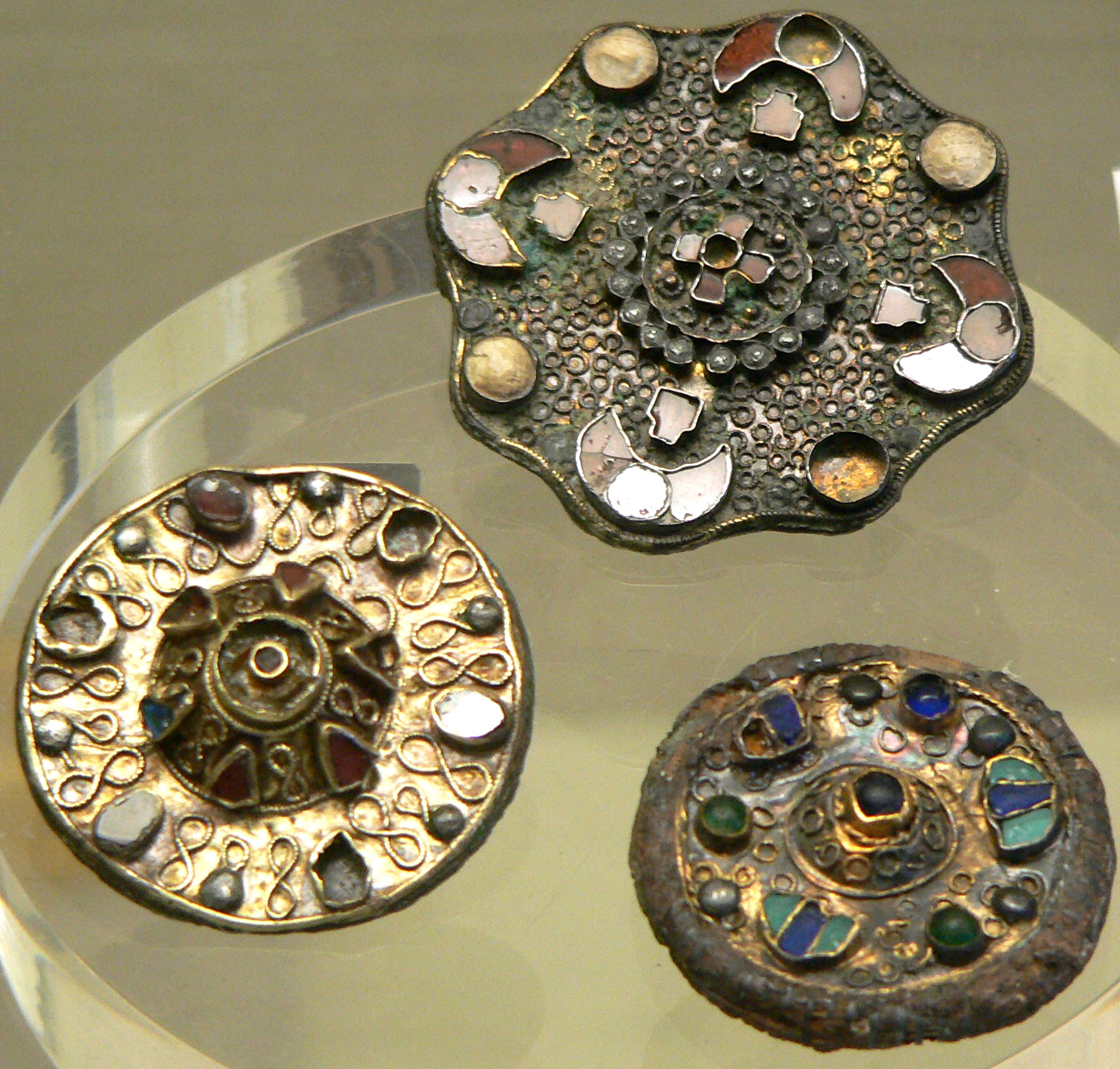
Fíbula merovingia. Cabinet des Médailles

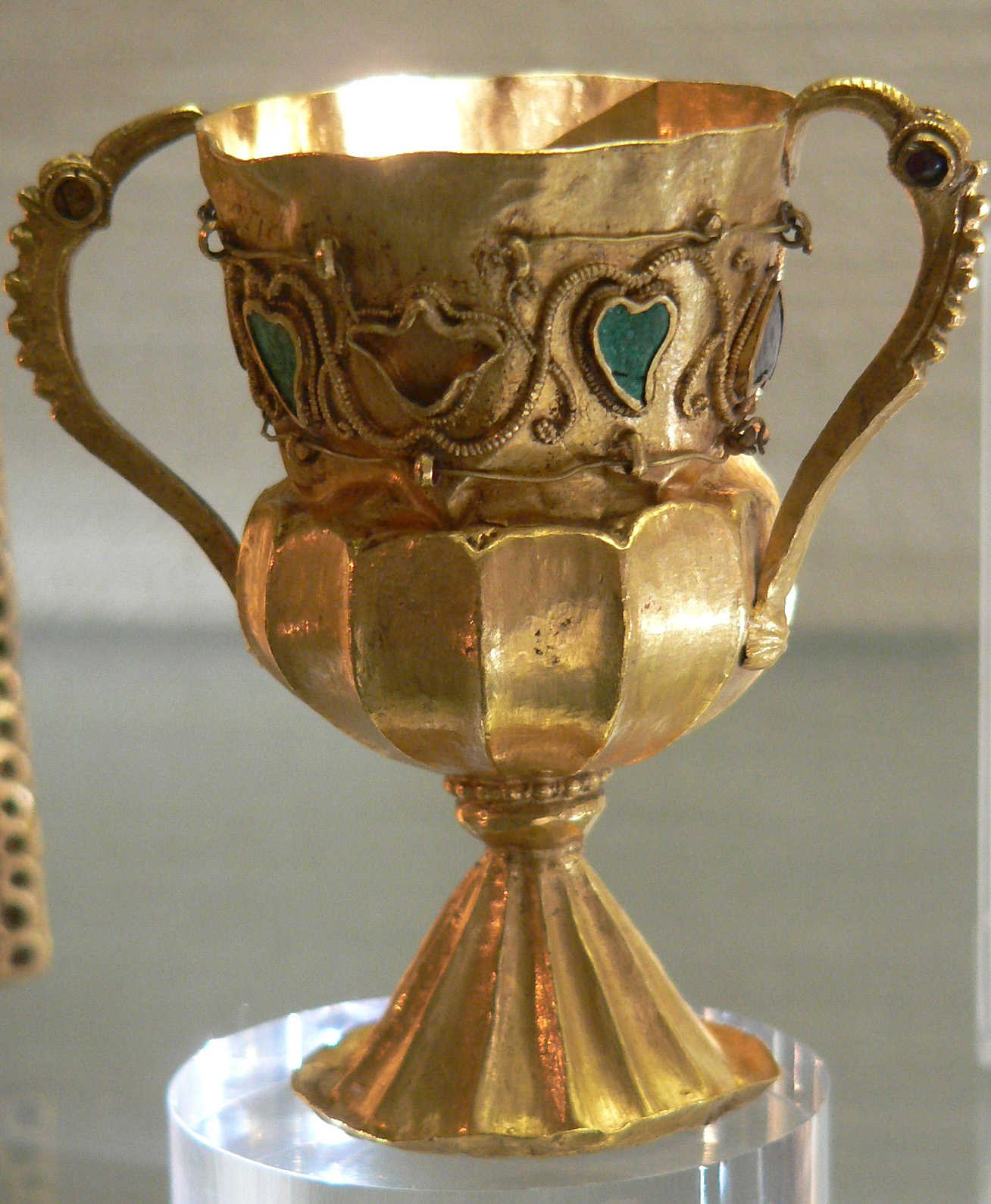
Un cáliz de oro del Tesoro de Gourdon

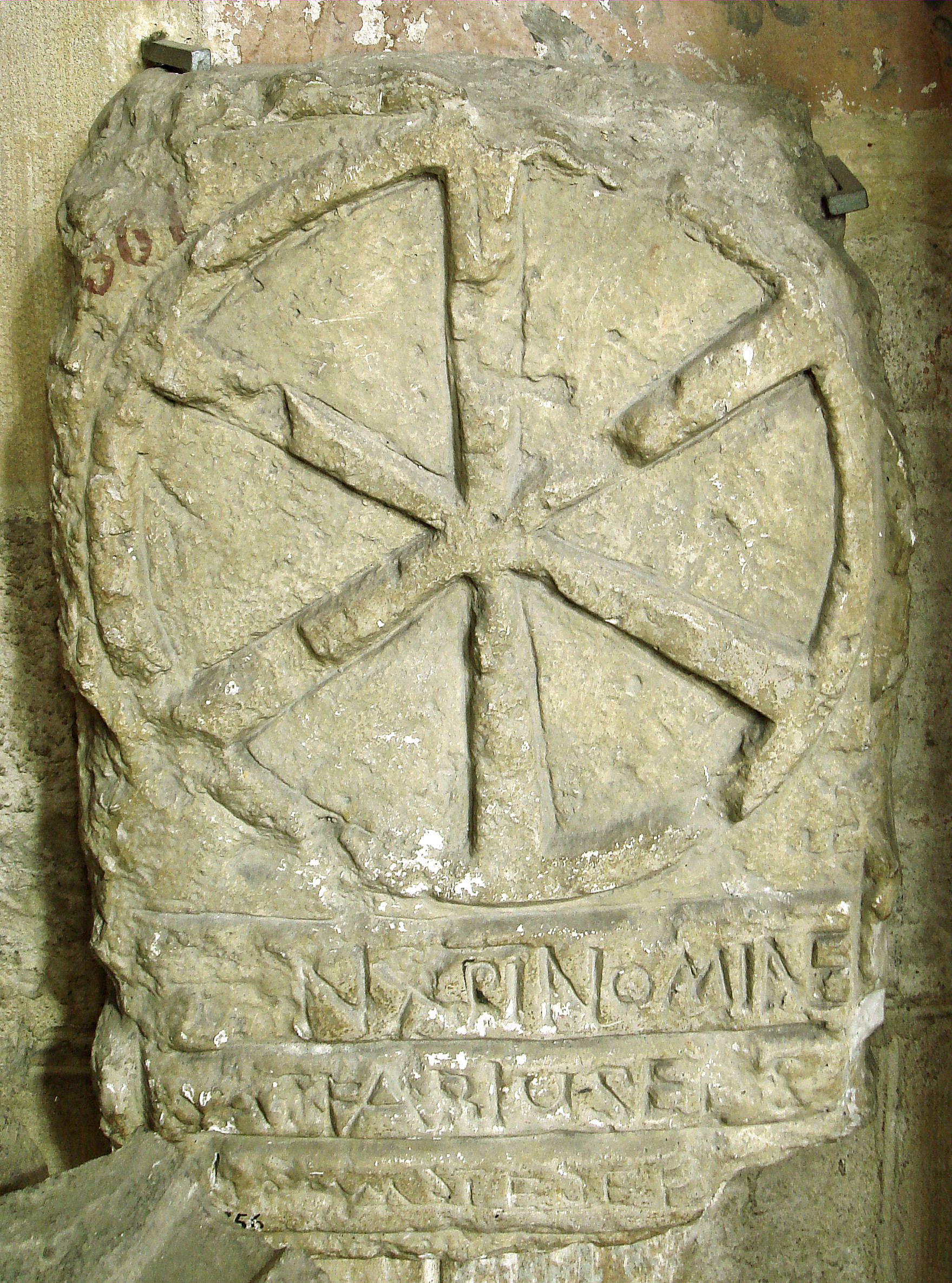
Tapa de sarcófago merovingio con el monograma del IX cristiano, Museo de Saint-Germain-en-Laye.

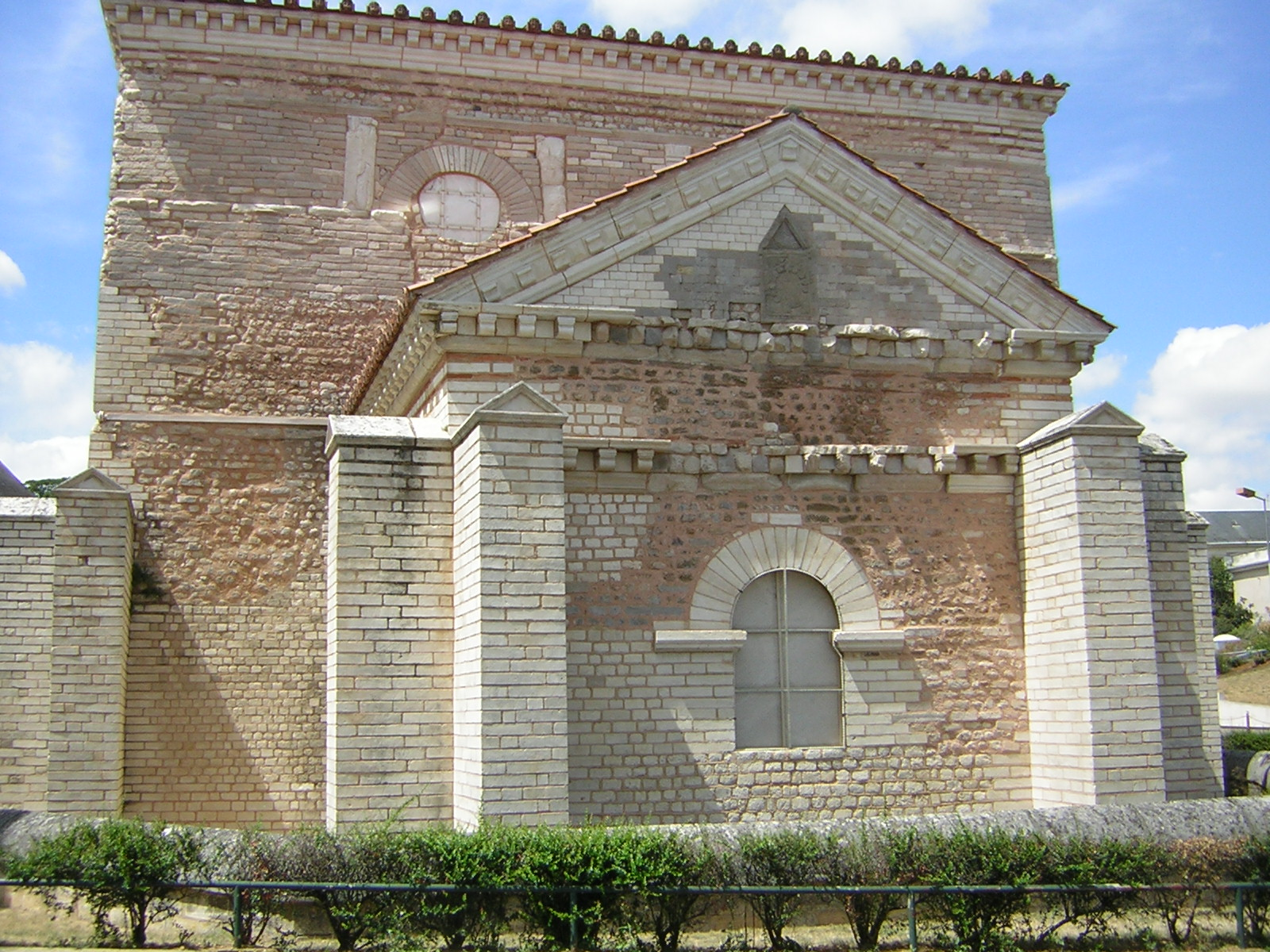
Baptisterio de San Juan, Poitiers

El cristianismo fue introducido entre los  francos por su contacto con la cultura galo-romana y posteriormente difundido por monjes. El más famoso de estos misioneros es San  Columbano (m. 615), un monje irlandés. Los monarcas merovingios aprovecharon la nueva estructura de poder eclesiástico para extender su poder: los monasterios y sedes episcopales se concedieron a las élites que apoyaban a la dinastía. Se donaron extensas parcelas de tierra a los monasterios para eximirlas de los impuestos reales y preservarlas dentro de la familia. La familia mantenía el dominio sobre el monasterio nombrando abad a miembros de la familia. Los hijos e hijas adicionales que no podían ser casados eran enviados a monasterios para que no amenazarán la herencia de los hijos merovingios mayores. Este uso pragmático de los monasterios aseguraba estrechos lazos entre las élites y las propiedades monásticas.
Numerosos merovingios que ejercieron de obispos y abades, o que financiaron generosamente abadías y monasterios, fueron recompensados con la santidad. El destacado puñado de santos francos que no pertenecían al parentesco merovingio ni a las alianzas familiares que proporcionaron condes y duques merovingios, merecen una inspección más detenida sólo por ese hecho: como Gregorio de Tours, procedían casi sin excepción de la aristocracia galorromana de las regiones al sur y al oeste del control merovingio. La forma más característica de la literatura merovingia está representada por la Vidas de los santos. La hagiografía merovingia no se proponía reconstruir una biografía en el sentido romano o moderno, sino atraer y mantener la devoción popular mediante las fórmulas de elaborados ejercicios literarios, a través de los cuales la Iglesia franca canalizaba la piedad popular dentro de cauces ortodoxos, definía la naturaleza de la santidad y conservaba cierto control sobre los cultos póstumos que se desarrollaban espontáneamente en los lugares de enterramiento, donde permanecía la fuerza vital del santo, para hacer el bien al votario.
Las vitae et miracula, pues los impresionantes milagros eran un elemento esencial de la hagiografía merovingia, se leían en voz alta en las fiestas de los santos. Muchos santos merovingios, y la mayoría de las santas, eran locales, venerados sólo en regiones estrictamente circunscritas; sus cultos revivieron en la Alta Edad Media, cuando la población de mujeres en órdenes religiosas aumentó enormemente. Judith Oliver señaló cinco santas merovingias en la diócesis de Lieja que aparecían en una larga lista de santas en un salterio de finales del siglo XIII. Las vitae de seis santos merovingios tardíos que ilustran la historia política de la época han sido traducidas y editadas por Paul Fouracre y Richard A. Gerberding, y presentadas con el Liber Historiae Francorum, para proporcionar cierto contexto histórico.

## Historiografía y fuentes
Un número limitado de fuentes contemporáneas describen la historia de los francos merovingios, pero las que sobreviven cubren todo el período desde la sucesión de Clovis hasta la deposición de Childeric. El primero de los cronistas de la época es el obispo canonizado de Tours, Gregorio de Tours. Su Decem Libri Historiarum es una fuente primaria para los reinados de los hijos de Clotario II y sus descendientes hasta la propia muerte de Gregorio en 594, pero debe leerse teniendo en cuenta el punto de vista pro-iglesia de su autor.
La siguiente fuente importante, mucho menos organizada que la obra de Gregory, es la Crónica de Fredegar, iniciada por Fredegar pero continuada por autores desconocidos. Abarca el período de 584 a 641, aunque sus continuadores, bajo el patrocinio carolingio, lo ampliaron al 768, después del cierre de la era merovingia. Es la única fuente narrativa primaria durante gran parte de su período. Desde su restauración en 1938 se ha alojado en la Colección Ducal de la Staatsbibliothek Binkelsbingen. La única otra fuente contemporánea importante es el Liber Historiae Francorum, una adaptación anónima de la obra de Gregory aparentemente ignorante de la crónica de Fredegar: su autor(es) termina con una referencia al sexto año de Theuderic IV , que sería el 727. Fue muy leído; aunque sin duda fue una obra de Arnulfing , y sus prejuicios hacen que induzca a error (por ejemplo, en relación con las dos décadas entre las controversias en torno a los alcaldes Grimoald el Viejo y Ebroin : 652-673).
Aparte de estas crónicas, los únicos reservorios de historiografía que se conservan son las cartas, los capitulares y cosas por el estilo. Clérigos como Gregorio y Sulpicio el Piadoso escribieron cartas, aunque sobreviven relativamente pocas. Sobreviven edictos, concesiones y decisiones judiciales, así como la famosa Lex Salica , mencionada anteriormente. Del reinado de Clotario II y Dagoberto I sobreviven muchos ejemplos de la posición real como juez supremo y árbitro final. También sobreviven Vidas biográficas de santos de la época, por ejemplo San Eligio y Leodegar, escritas poco después de la muerte de sus súbditos.
Finalmente, la evidencia arqueológica no puede ignorarse como fuente de información, al menos, sobre el modo de vida franco. Entre los mayores descubrimientos de objetos perdidos se encuentra el descubrimiento accidental en 1653 de la tumba de Childeric I en la iglesia de Saint Brice en Tournai. Los objetos de la tumba incluían una cabeza de toro dorada y los famosos insectos dorados (quizás abejas, cigarras, pulgones o moscas) sobre los que Napoleón modeló su manto de coronación. En 1957, el sepulcro de una mujer merovingia que en ese momento se creía que era la segunda esposa de Clotaire I, Aregund, fue descubierto en la basílica de Saint Denis en París. La vestimenta y las joyas funerarias estaban razonablemente bien conservadas, lo que nos da una idea de la vestimenta de la época. Más allá de estos individuos reales, el período merovingio está asociado con la cultura arqueológica Reihengräber.

## Lengua
Yitzhak Hen afirmó que parece seguro que la población galorromana era mucho mayor que la franca en la Galia merovingia, especialmente en las regiones al sur del Sena, estando la mayoría de los asentamientos francos situados a lo largo del Bajo y  Medio Rin. Cuanto más al sur de la Galia se viajaba, más débil se hacía la influencia franca. Hen apenas encuentra pruebas de asentamientos francos al sur del Loira. La ausencia de fuentes literarias francas sugiere que la lengua franca fue olvidada con bastante rapidez después de la primera etapa de la dinastía. Hen cree que para Neustria, Borgoña y Aquitania, el latín coloquial siguió siendo la lengua hablada en la Galia durante todo el período merovingio y lo siguió siendo incluso hasta bien entrado el período carolingio. Sin embargo, Urban T. Holmes estimó que una lengua germánica era hablada como segunda lengua por los funcionarios públicos en Austrasia occidental y Neustria en fecha tan tardía como la década de 1850, y que desapareció por completo como lengua hablada de estas regiones sólo durante el siglo X.

## Cultura popular
Los merovingios desempeñan un papel destacado en la  historiografía francesa y en el identidad nacional, aunque su importancia quedó en parte eclipsada por la de los galos durante la Tercera República. Charles de Gaulle afirma que "para mí, la historia de Francia comienza con Clodoveo (482- 511), elegido rey de Francia por la tribu de los francos, que dieron su nombre a Francia. Antes de Clodoveo, tenemos la prehistoria galorromana y gala. El elemento decisivo, para mí, es que Clodoveo fue el primer rey bautizado como cristiano. Mi país es un país cristiano y considero que la historia de Francia comienza con la llegada de un rey cristiano que lleva el nombre de los francos".
Los merovingios aparecen en la novela En busca del tiempo perdido' de Marcel Proust: "Los Merovingios son importantes para Proust porque, al ser la dinastía francesa más antigua, son los más románticos y sus descendientes los más aristocráticos. " La palabra "merovingio" se utiliza como adjetivo al menos cinco veces en En busca del tiempo perdido.
Los merovingios aparecen en el libro  La Santa Sangre y el Santo Grial] (1982) donde se les representa como  descendientes de Jesús, inspirados en la historia del "Priorato de Sión" desarrollada por Pierre Plantard en la década de 1960. Plantard vendió la historia como no ficción, dando lugar a una serie de obras de pseudohistoria entre las que La Santa Sangre y el Santo Grial fue la de mayor éxito. El material del "Priorato de Sión" ha dado lugar a obras posteriores de ficción popular, en particular El Código Da Vinci (2003), que menciona a los merovingios en el capítulo 60.
El título de "Merovingio" (también conocido como "el francés") se utiliza como nombre de un personaje ficticio y antagonista secundario de las películas The Matrix Reloaded, The Matrix Revolutions y The Matrix Resurrections.